# Olot
Olot is een plaats in de Spaanse autonome regio Catalonië, in de provincie Girona. Het is de hoofdstad van de comarca Garrotxa en ligt vlak bij de Pyreneeën, ongeveer 50 kilometer ten noordwesten van de stad Girona.
Olot telt 34.000 inwoners (1 januari 2016). De plaats ligt midden in het Natuurpark "De Vulkanische Zone La Garrotxa" (ES: Zona Volcánica de la Garrotxa). Het hoogtepunt van dit natuurgebied is de 786 meter hoge vulkaan "Croscat".

## Demografische ontwikkeling
Bron: INE; 1857-2011: volkstellingen
Opm.: In 1981 werd de gemeente Batet geannexeerd

## Bezienswaardigheden
- Casa Solà Morales (1913-1916), modernistisch huis van Lluís Domènech i Montaner (belangrijk exponent van het Modernisme català)
- Iglesia Sant Esteve (18e-19e eeuw), neoclassicistische kerk

## Geboren in Olot
- Antonio Soler (1729-1783), componist

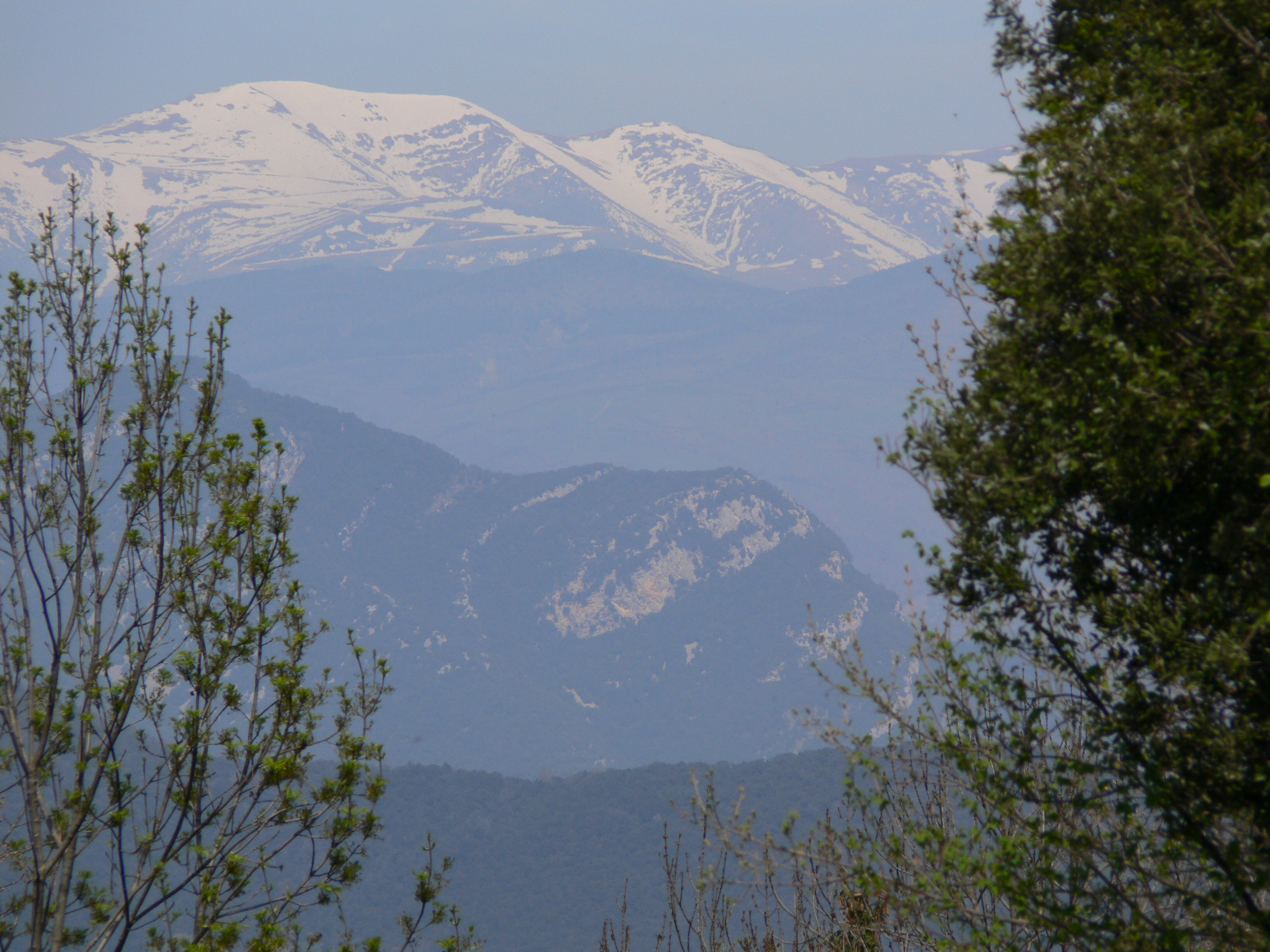
Uitzicht vanuit Olot over de Pyreneeën

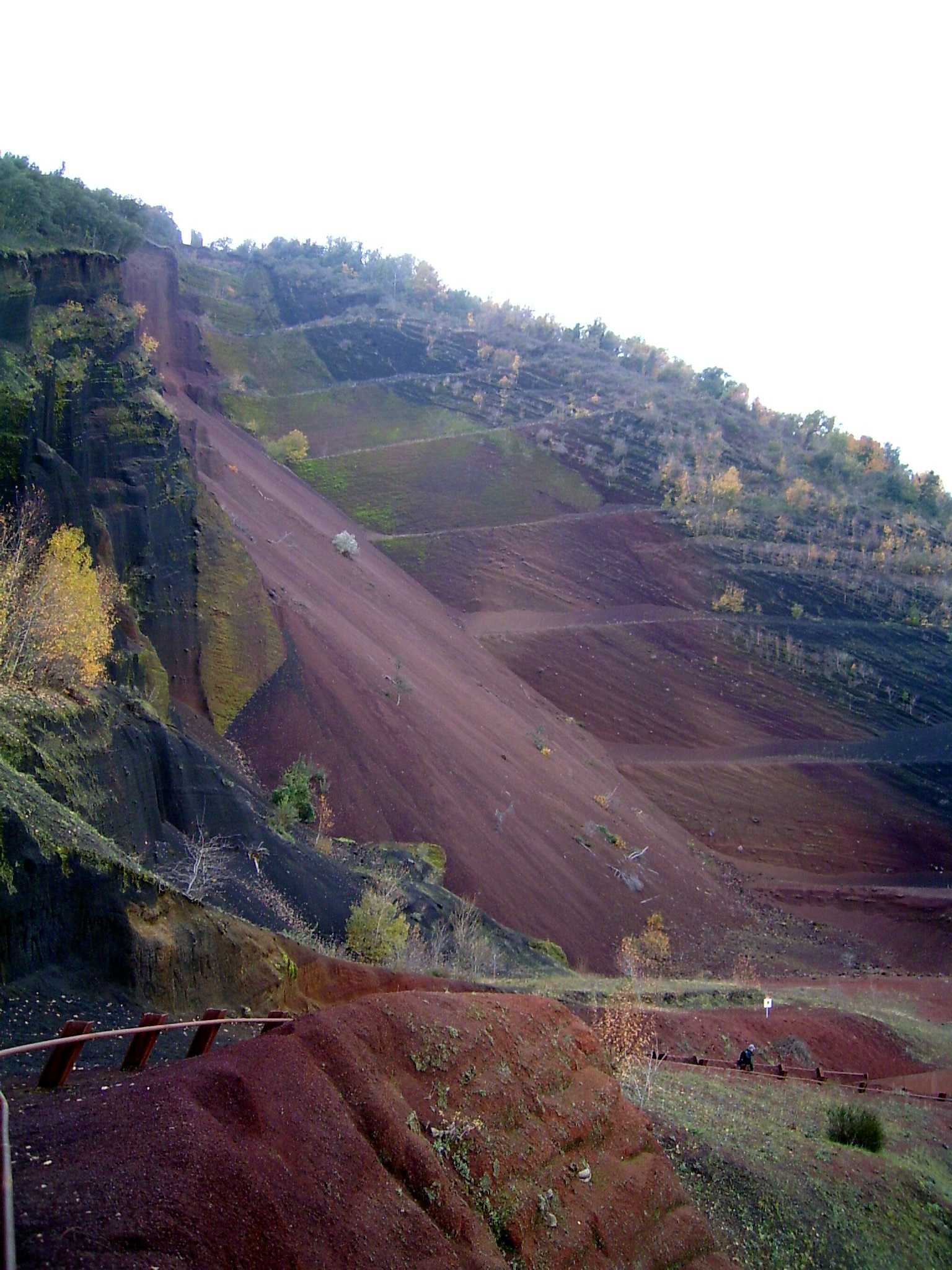
Vulkaan “El Croscat”

- Adrià Moreno (1991), wielrenner